# Meseta Central

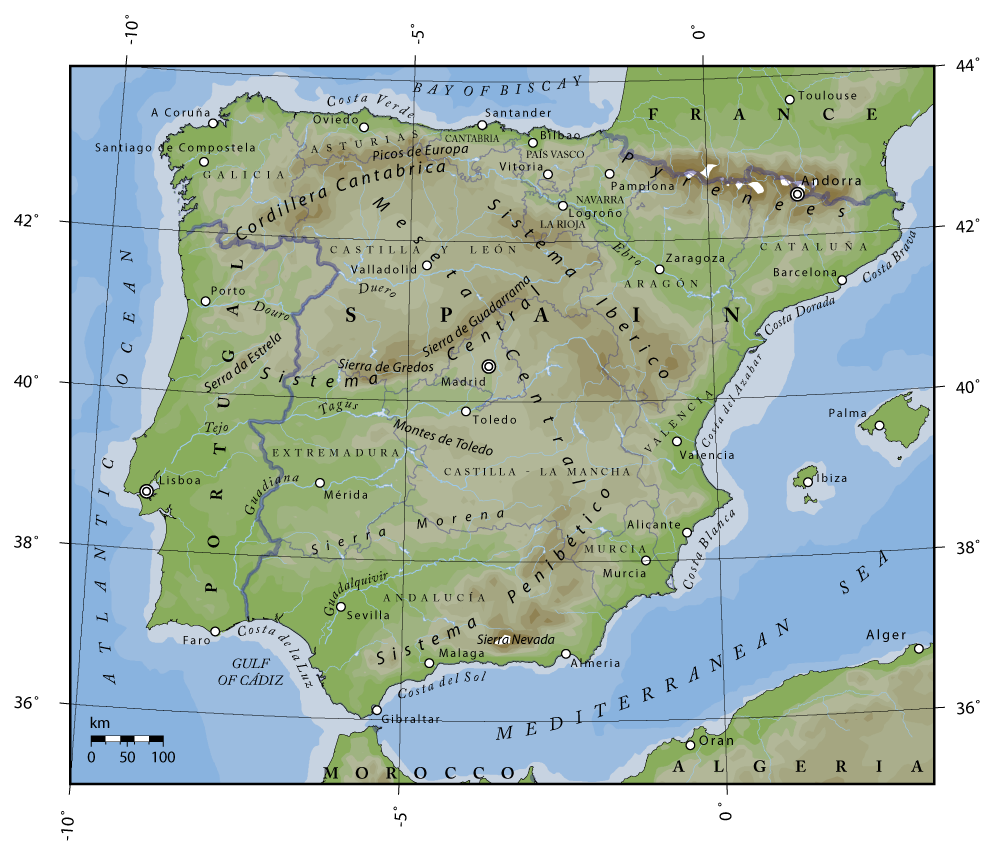
Relevo da Península Ibérica.

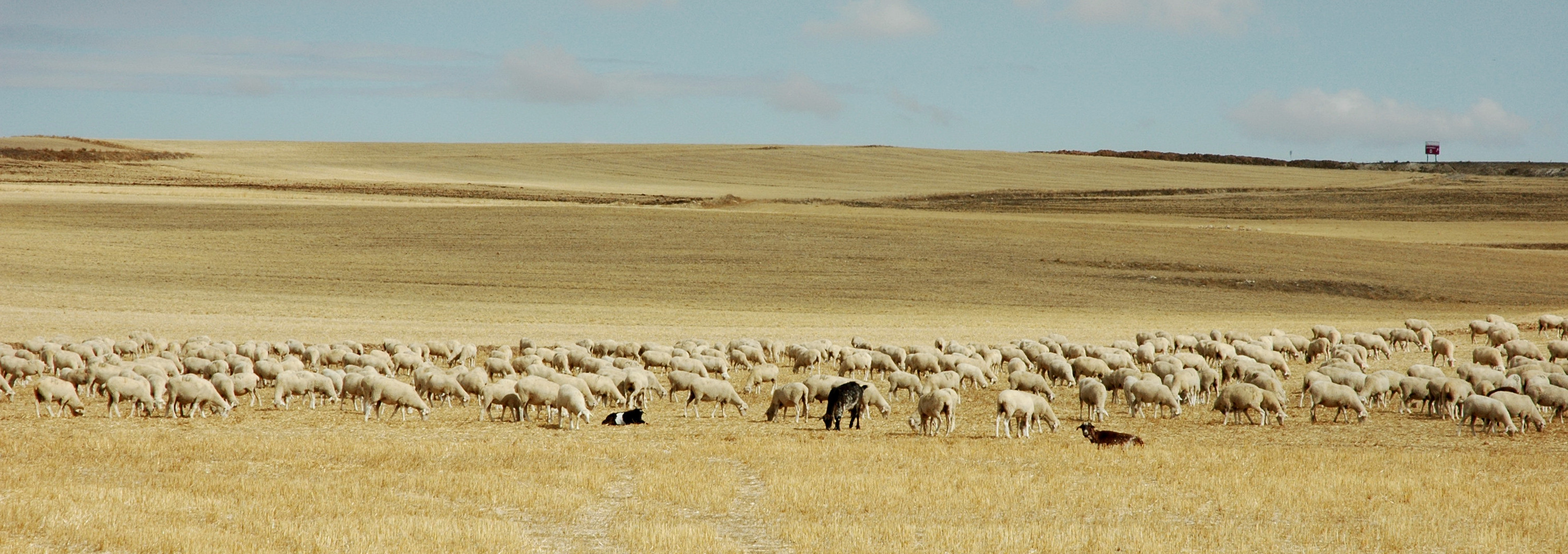
Rebanho na Meseta Central.

A Meseta Central é a unidade de relevo mais antiga da Península Ibérica e ocupa a maior parte da sua superfície. Tem origem no Maciço Hespérico e com a orogenia hercínica durante o Paleozoico. Este maciço foi aplanado pela erosão durante o Mesozoico transformando-o num pianoro ondulado que constitui a base da atual Meseta, posteriormente alterado durante o Cenozoico por causa da orogenia alpina e da erosão e sedimentação ocorrida durante o Quaternário.
Durante o Cenozoico a orogenia alpina afetou o antigo Maciço Hespérico alterando os seus contornos, produzindo o Maciço Galaico, os Montes de Leão e os Montes Vascos e o enrugamento dos seus contornos como a Cordilheira Cantábrica, a norte, o Sistema Ibérico, a nordeste, e a falha da Sierra Morena a sul. 
Esta orogénese teve como consequência o choque entre a placa tectónica africana e a europeia, comprimindo no meio o resto do maciço hespérico, produzindo a fratura do zócalo que deu lugar aos Montes de Toledo e ao Sistema Central. Os restos do Maciço,  tombaram para oeste sendo mais tarde submetidos a um processo de sedimentação que está mais presente no lado oriental.
O resultado final destes processos geológicos é um planalto com uma altitude média à volta dos 600 m, mesmo se a altitude da Meseta Norte, a norte do Sistema Central, é mais alta que a da Meseta Sul. A cordilheira do Sistema Central atravessa a Meseta Central, deixando a subunidade Submeseta Norte (com alturas que variam principalmente de 700 a 800 m) ao Norte e a Submeseta Sul (com alturas que variam principalmente de 600 a 700 m) ao Sul. Respectivamente, a primeira é drenada pelo Douro enquanto a segunda é drenada pelo Tejo e pelo Guadiana.
A conceção da Meseta Central como grande altiplano separada do resto e situada no centro da Península é relativamente recente e não existia antes do século XIX: foi Alexander von Humboldt, precisamente, quem primeiro falou da existência desta unidade do relevo central espanhol.